# Country-Musik 1942
Die Liste bietet eine Übersicht über das Jahr 1942 im Genre Country-Musik.

## Ereignisse
- 3. Oktober – Der Musikverlag Acuff-Rose wird von dem Komponisten Fred Rose und dem Musiker Roy Acuff gegründet. Es ist der erste Verlag, der ausschließlich Country-Musik vermarktet.
- Das WJOB Hoosierland Jamboree geht in Hammond, Indiana, erstmals auf Sendung
- Der WNOX Tennessee Barn Dance geht in Knoxville, Tennessee, erstmals auf Sendung.

## Top-Hits des Jahres
- Columbus Stockade Blues – Jimmie Davis
- Have I Stayed Away Too Long – Tex Ritter
- Home in San Antone – Bob Wills and his Texas Playboys
- Low and Lonely – Roy Acuff
- Miss Molly – Bob Wills and his Texas Playboys
- My Confession – Bob Wills and his Texas Playboys
- Night Train to Memphis – Roy Acuff
- No Letter Today – Ted Daffan's Texans
- Pistol Packlin Mama – Al Dexter
- Song Of The Sierras – Jimmy Wakely
- That Old Grey Mare Is Back Where She Used to Be – Carson Robison
- There's a Star-Spangled Banner Flying Somewhere – Jimmy Wakely
- Think of Me – Roy Rogers
- You Are My Sunshine – Jimmie Davis
- You Nearly Lose Your Mind – Ernest Tubb

## Geboren
- 21. Januar – Mac Davis
- 04. März – Bob Wootton
- 05. Mai – Tammy Wynette
- 11. Juni – Gunter Gabriel
- 12. Dezember – Cisco Berndt